# Суарес Инда, Альберто
Альберто Суарес Инда (исп. Alberto Suárez Inda; род. 30 января 1939, Селая, Мексика) — мексиканский кардинал. Епископ Такамбаро с 5 ноября 1985 по 20 января 1995. Архиепископ Морелии с 20 января 1995 по 5 ноября 2016. Кардинал-священник с титулом церкви Сан-Поликарпо с 14 февраля 2015.